# Miletus lombokianus
Miletus lombokianus är en fjärilsart som beskrevs av Hans Fruhstorfer 1913. Miletus lombokianus ingår i släktet Miletus och familjen juvelvingar. Inga underarter finns listade i Catalogue of Life.